# Pygarctia vivida
Pygarctia vivida là một loài bướm đêm thuộc phân họ Arctiinae, họ Erebidae.